# Mara Kastrioti
Mara Kastrioti was een Albanese prinses uit het adellijk geslacht Kastrioti. Ze was de dochter van van Gjon Kastrioti. De dynastie regeerde tussen de 14e en 15e eeuw over het vorstendom Kastrioti in gebieden die overeen komen met het huidige Centraal-Albanië. Mara was de oudste zus van de Albanese volksheld Skanderbeg.

## Biografie

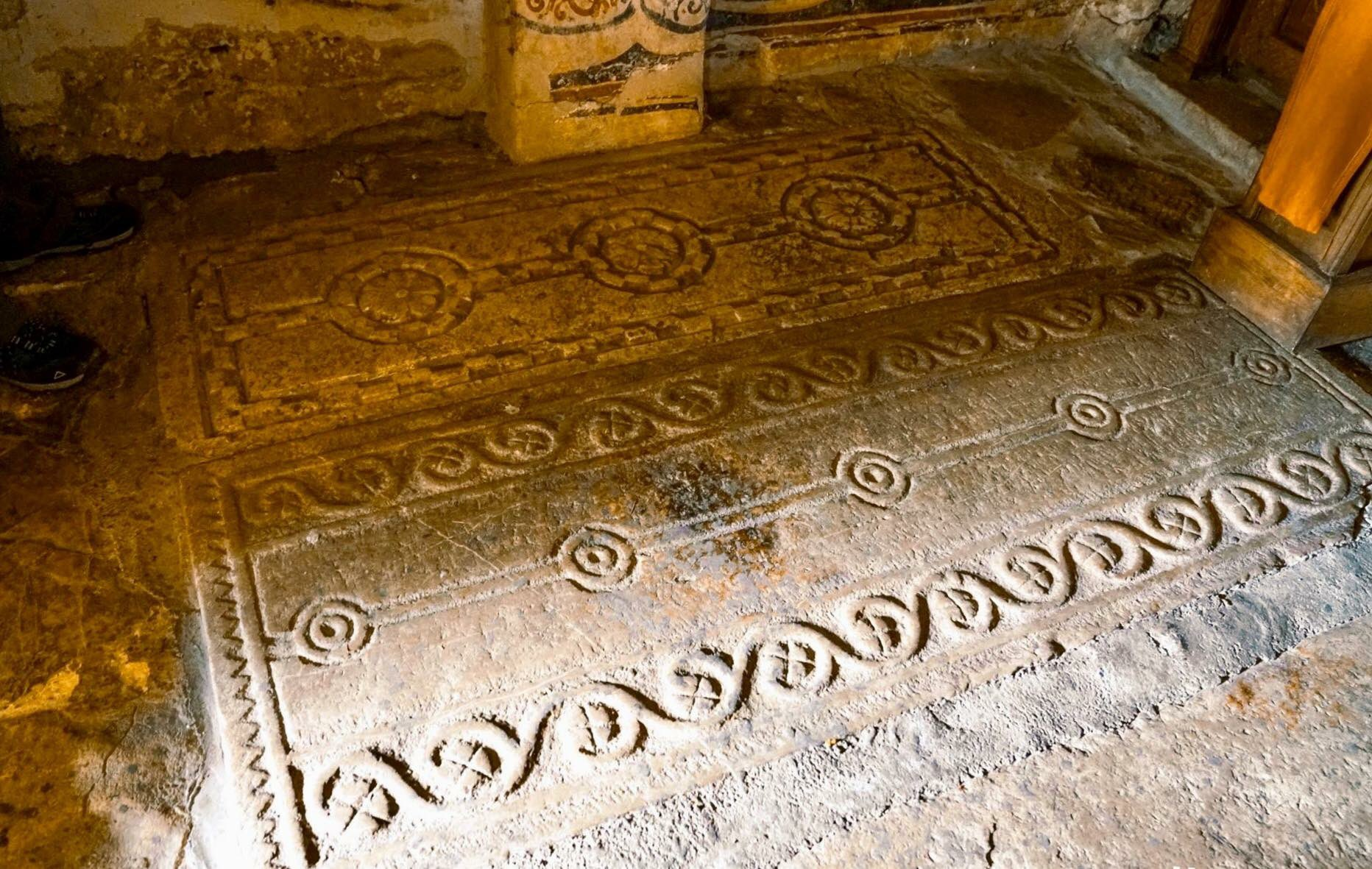
Grafsteen van Mara Kastrioti en haar gemaal Stefan Crnojević

Mara Kastrioti was de oudste dochter van het Albanese adellijk echtpaar Gjon en Vojsava Kastrioti. Ze had vier broers: Reposh, Stanisha, Konstantin en Gjergj en vier zussen: Jelena, Mamica, Angjelina en Vlajka.
Mara trouwde met edelman Stefan Crnojević, een gouverneur van het vorstendom Zeta in het huidige Montenegro.De Crnojević-dynastie kende nauwe banden met de Albanese adel, zo was Stefan Crnojević – die via zijn moeder prinses Bolja Zaharia van gedeeltelijke Albanese afkomst was – een van de aanwezige heersers tijdens een bijeenkomst op 2 maart 1444 van Albanese vorsten tijdens de oprichting van de Liga van Lezhë. De broer van Mara, prins Gjergj Kastrioti – beter bekend als Skanderbeg – werd de leider van de Liga en opperbevelhebber van het Albanese leger gedurende de oorlog tegen het Ottomaanse Rijk. Hij won hier tot zijn dood in 1468 24 van de 25 veldslagen.
Mara Kastrioti kreeg uit het huwelijk met Stefan Crnojević drie zoons: Ivan, Andrija en Božidar. Andrija kreeg de bijnaam dappere Albanees.
Mara Kastrioti ligt begraven in een klooster in de Noord-Albanese stad Shkodër, waar de Crnojević-dynastie gedurende de 15e eeuw heerschappij over had.